# Coishco (distrito)
O Distrito peruano de Coishco é um dos treze distritos que forman a Província de Santa, situada em Ancash, pertenecente a Região de Ancash.

## Transporte
O distrito de Coishco é servido pela seguinte rodovia:
- PE-1N, que liga o distrito de Aguas Verdes (Região de Tumbes) - Ponte Huaquillas/Aguas Verdes (Fronteira Equador-Peru) - e a rodovia equatoriana E50 - à cidade de Lima (Província de Lima)[2][3][4]